# Els set magnífics (pel·lícula de 2016)
|  | Per a altres significats sobre The Magnificent Seven, vegeu «Els set magnífics». |

Els set magnífics (originalment en anglès, The Magnificent Seven) és una pel·lícula estatunidenca de western i acció de 2016, dirigida per Antoine Fuqua, versió del western homònim de 1960, que al seu torn és una adaptació de la pel·lícula Els set samurais (1954). És protagonitzada per Denzel Washington, Chris Pratt, Ethan Hawke, Vincent D'Onofrio, Manuel Garcia-Rulfo, Luke Grimes, Haley Bennett, Matt Bomer, Peter Sarsgaard i Lee Byung-hun.
Els set magnífics va estrenar-se el 23 de setembre de 2016. Chris Pratt va estar nominat al Premi Teen Choice AnTEENcipated ("adolescent anticipat"). La pel·lícula'ha doblat al català.

## Repartiment
- Denzel Washington, com a Sam Chisolm, un agent federal dedicat a capturar vius o morts a homes perseguits per la llei. És el primer a unir-se a la causa, encara que al principi ho fa per a venjar-se de Bogue pel que li va fer a la seva família anys enrere.
- Chris Pratt, com a Josh Faraday, un irlandès hàbil amb les mans i l'engany, però que és propens a passar-se amb la beguda i fer comentaris vulgars i sarcàstics. S'uneix a l'equip per tal de recuperar el seu cavall que va perdre en una aposta. Té una rivalitat amistosa amb en Vasquez.
- Ethan Hawke, com a "Goodnight" Robicheaux, un cajun antic franctirador de l'Exèrcit Confederat dels Estats Units que viu de fer apostes de baralles de carrer, però és arrossegat pels seus traumes de la guerra. És el millor dels 7 amb el rifle.
- Vincent D'Onofrio, com a Jack Horne, un muntanyès religiós que es guanyava la vida matant indis. Dona suport a la causa per estar al servei d'uns altres. És el més robust dels 7 i és un rastrejador expert, capaç de rastrejar per dos dies uns bandits que el van assaltar i li van robar les pertinences.
- Byung-hun Lee, com a Billy Rocks, un silenciós immigrant asiàtic, associat i fidel company de Goodnight. Dels 7 és el millor lluitador cos a cos i un expert usant ganivets.
- Manuel Garcia-Rulfo, com a Vasquez, un facinerós mexicà perseguit per la llei que s'uneix al grup per tal d'evitar ser capturat. Té una rivalitat amistosa amb en Faraday i és un expert manejant el revòlver doble.
- Martin Sensmeier, com a Red Harvest, un indi de la tribu comanxe que va ser exiliat per a seguir un camí diferent i s'uneix a la causa per matar homes corruptes i perversos. És el més jove dels 7 i molt versàtil a l'hora de barallar-se amb una altra persona.
- Haley Bennett, com a Emma Cullen, una ciutadana del poble de Rose Creeks, és valenta i independent. Després de l'assassinat del seu marit surt a buscar mercenaris per a defensar i recuperar el seu poble oprimit per en Bogue.
- Peter Sarsgaard, com a Bartholomew Bogue, un corrupte i covard industrialista que busca apoderar-se de Rose Creeks, però es troba la inesperada oposició dels 7 Magnífics. Superbiós, tendeix a subestimar als seus oponents.
- Luke Grimes, com a Teddy Q, associat i amic d'Emma i Matthew Cullen que acompanya n'Emma per buscar mercenaris per tal d'alliberar al seu poble.
- Matt Bomer, com a Matthew Cullen, marit d'Emma, el líder de Rose Creeks i primer a oposar-se a Bart Bogue. És assassinat a sang freda per Bogue al principi de la història.
- Emanuel Jaén A., com a Denali, un comanxe exiliat i assassí personal de Bogue.
- Cam Gigandet, com a McCann, un assassí personal i comandant al servei de Bogue.
- Emil Beheshti, com a Maxwell.
- Mark Ashworth, com el predicador.

## Producció
El 2012 es va anunciar que un remake de la pel·lícula estava en fase de planificació, amb Tom Cruise com a protagonista. També es va anunciar que Kevin Costner, Morgan Freeman i Matt Damon podrien ser part de la pel·lícula. El 4 de desembre, Chris Pratt estava en les primeres converses per unir-se a la pel·lícula al costat de Washington. El 20 de febrer de 2015, Haley Bennett, va ser triada com l'estel que interpretés a la vídua d'un home que va ser assassinat, i que contracta a set caça-recompenses per aconseguir la venjança. Peter Sarsgaard, va signar el 20 de maig de 2015 per exercir el paper de vilà en la pel·lícula. El mateix dia, Mike Fleming Jr va confirmar que Jason Momoa havia sortit de la pel·lícula perquè ja estava compromès per interpretar a Aquaman.

## Rodatge
El rodatge de la pel·lícula va començar el 18 de maig 2015 al nord de Baton Rouge, una àrea de l'estat de Louisiana. Els altres llocs inclourien St. Francisville i Zachary. El rodatge durarà 64 dies fins al 18 d'agost de 2015. El rodatge en St. Francisville va començar el 18 de maig i va concloure el 29 de maig.

## Estrena
El 29 de març de 2015, la cadena Sony estableix l'estrena de la pel·lícula per al cap de setmana de MLK, Jr., el 13 de gener de 2017. No obstant això, a l'agost de 2015, Sony Pictures Entertainment va avançar la seva estrena pel 23 de setembre de 2016.